# Цикуль
Цикуль — село в Гусь-Хрустальном районе Владимирской области России, входит в состав Краснооктябрьского сельского поселения.

## География
Село расположено в 38 км на юго-восток от Гусь-Хрустального, в 17 км на юг от ж/д станция Заколпье на линии Москва—Муром.

## История
Село Цыкуль с Преображенской церковью упоминается в патриарших окладных книгах за 1628 год. Село относилось к Владимирской десятине Патриаршей области.
До революции село являлось центром Цикульской волости Меленковского уезда. Сведения о заводе в селе Цикуль, при речке Вершинке (Горомовской), 102 верстах от Владимира, 52 от Меленок: В 1830 году 166 мужчин, 167 женщин. В 1850 году 188 мужчин, 187 женщин. В 1857 году 183 мужчины, 177 женщин. В Цикульской волости входили: Аксёново (Коптево), Савиково, Маслиха, Ново-Бараново, Купреево (Иванцово), Филатово (Климово).

## Население
| 1859 | 1897 | 1926 |
| ---- | ---- | ---- |
| 440  | 739  | 1036 |

| 1859 | 1897 | 1905 | 1926  | 2002 | 2010 | 2021 |
| ---- | ---- | ---- | ----- | ---- | ---- | ---- |
| 440  | ↗739 | ↗868 | ↗1036 | ↘69  | ↘57  | ↘46  |

## Достопримечательности
В селе находятся Церковь Спаса Преображения (Преображенская) (1812-1815).

## Известные уроженцы
Волков Михаил Васильевич (1925 — 1943) — Герой Советского союза.
Козлов, Николай Васильевич (1925 — 1943) — Герой Советского союза.